# Liste der Orgeln in Oberösterreich
In der Liste der Orgeln in Oberösterreich werden sukzessive alle Orgeln in Oberösterreich erfasst.

## Orgeln im Bezirk Braunau
| Bezirk         | Gemeinde                    | Ort/Katastral- gemeinde          | Kirche/ Gebäude                        | Bild | Standort           | Orgelbauer                 | Jahr         | Manuale | Register | Bemerkungen |
| -------------- | --------------------------- | -------------------------------- | -------------------------------------- | ---- | ------------------ | -------------------------- | ------------ | ------- | -------- | --- |
| Braunau        | Altheim                     | Altheim, Friedhof St. Laurentius | Pfarrkirche                            |      |                    | Ludwig Mooser              | 1845         | II/P    | 21       | Mehrmals Umgebaut und 1994 im Stile Moosers rekonzeptioniert. → Artikel: Orgel                                                                              |
| Braunau        | Braunau am Inn              | Braunau                          | Stadtpfarrkirche St. Stephan (Braunau) |      |                    | Metzler Orgelbau           | 1995         | III/P   | 46       | Gehäuse aus 1650, unbekannt; |
| Braunau        | Braunau am Inn              | Ranshofen                        | Pfarrkirche Braunau-Ranshofen          |      | Empore             | Johann Nepomuk Mauracher   | 1995         | II/P    |          | Gehäuse aus 1622, |
| Braunau        | Braunau am Inn              | Ranshofen                        | Pfarrkirche Braunau-Ranshofen          |      | seitlich der Apsis | Johann Christoph Egedacher | 18. Jhdt.    | I       | 4        | |
| Braunau am Inn | Eggelsberg                  | Eggelsberg                       | Pfarrkirche Eggelsberg                 |      |                    | Orgelbau Kögler            | 2002         | II/P    | 20       | |
| Braunau am Inn | Feldkirchen bei Mattighofen | Vormoos                          | Filialkirche Vormoos                   |      |                    | unbekannt                  | 1662         | I       | 5        | |
| Braunau am Inn | Helpfau-Uttendorf           | Helpfau                          | Pfarrkirche Helpfau                    |      |                    | J. N. Mauracher            | 1844         | II/P    | 21       | Disposition |
| Braunau        | Höhnhart                    | Höhnhart                         | Pfarrkirche Höhnhart                   |      |                    | Orgelbau Kögler            | 2002         | II/P    | 16       | |
| Braunau am Inn | Lengau                      | Friedburg                        | Pfarrkirche Friedburg                  |      |                    | Reinhold Humer             | 1996         | II/P    | 12       | Disposition |
| Braunau        | Lochen am See               | Astätt                           | Filialkirche Astätt                    |      |                    | Johann Christoph Egedacher | um/nach 1715 | I       | 4        | 2019 wurde dieses Instrument durch Orgelbau Kögler restauriert.                                                                                             |
| Braunau        | Mauerkirchen                | Mauerkirchen                     | Pfarrkirche Mauerkirchen               |      |                    | Franz Sales Ehrlich        | 1870         | II/P    | 22       | |
| Braunau am Inn | Neukirchen an der Enknach   | Neukirchen                       | Pfarrkirche Neukirchen an der Enknach  |      |                    | Karl Nelson                | 2009         | II/P    | 17       | |
| Braunau        | Pischelsdorf                | Hart                             | Wallfahrtskirche Hart                  |      |                    | Conrad Zerndle             | 1628         | I       | 6        | Älteste spielbare Orgel Oberösterreichs, sie erhielt im 19. Jahrhundert einen Spieltisch und Pedalpfeifen, 2008 wurde sie von Hendrik Ahrend rekonstruiert. |
| Braunau am Inn | Roßbach (Oberösterreich)    | Roßbach                          | Pfarrkirche Roßbach                    |      |                    | Roland Hitsch              | 2009         | II/P    | 15       | |
| Braunau am Inn | St. Johann am Walde         | St. Johann am Walde              | Pfarrkirche St. Johann am Walde        |      |                    | Orgelbau Kögler            |              | II/P    | 13       | |
| Braunau        | Weng im Innkreis            | Weng                             | Pfarrkirche Weng im Innkreis           |      |                    | Anton Bayr                 | 1774         | I/P     | 10       | |

## Orgeln im Bezirk Eferding
| Bezirk   | Gemeinde                         | Ort/Katastral- gemeinde | Kirche/ Gebäude                              | Bild | Standort               | Orgelbauer             | Jahr      | Manuale | Register | Bemerkungen                                                                                 |
| -------- | -------------------------------- | ----------------------- | -------------------------------------------- | ---- | ---------------------- | ---------------------- | --------- | ------- | -------- | ------------------------------------------------------------------------------------------- |
| Eferding | Alkoven                          | Alkoven                 | Pfarrkirche                                  |      |                        | Rowan West             | 1997      | II/P    | 16       | Neubau im Stil von Aristide Cavaillé-Coll hinter historischem Gehäuse                       |
| Eferding | Aschach an der Donau             | Aschach                 | Pfarrkirche Aschach an der Donau             |      |                        | Josef Breinbauer       | 1876      | I/P     | 7        |                                                                                             |
| Eferding | Eferding                         | Eferding                | Evangelische Pfarrkirche Eferding            |      |                        | Orgelbau Felsberg      | 1999      | II/P    | 16       |                                                                                             |
| Eferding | Eferding                         | Eferding                | Pfarrkirche Eferding                         |      |                        | Leopold Breinbauer     | 1913      | II/P    | 31       |                                                                                             |
| Eferding | Hartkirchen                      | Hartkirchen             | Pfarrkirche                                  |      |                        | Johann Ignaz Egedacher | 1736      | II/P    | 16       | Um 1781 durch den Freistädter Orgelbauer Franz Lorenz Richter um ein Rückpositiv erweitert. |
| Eferding | Prambachkirchen                  | Prambachkirchen         | Pfarrkirche                                  |      | Prof.-Anton-Lutz-Weg 3 | Rowan West             | 2009      | II/P    | 22 (?)   | Neubau im mitteldeutsch-süddeutschen Stil der zweiten Hälfte des 18. Jahrhunderts           |
| Eferding | Pupping                          | Pupping                 | Franziskanerkloster Pupping                  |      |                        | Matthäus Mauracher     | 1885      | II/P    | 15       |                                                                                             |
| Eferding | Scharten                         | Scharten                | Pfarrkirche Scharten                         |      |                        |                        |           |         |          |                                                                                             |
| Eferding | Scharten                         | Scharten                | Evangelische Pfarrkirche Scharten            |      |                        | Johann Lachmayr        | 19. Jhdt. | II/P    | 12       |                                                                                             |
| Eferding | St. Marienkirchen an der Polsenz | St. Marienkirchen       | Pfarrkirche St. Marienkirchen an der Polsenz |      |                        | Leopold Breinbauer     | 1901      | II/P    |          |                                                                                             |

## Orgeln im Bezirk Freistadt
| Bezirk    | Gemeinde                   | Ort/Katastral- gemeinde | Kirche/ Gebäude                        | Bild | Standort   | Orgelbauer             | Jahr    | Manuale | Register | Bemerkungen                                                                |
| --------- | -------------------------- | ----------------------- | -------------------------------------- | ---- | ---------- | ---------------------- | ------- | ------- | -------- | -------------------------------------------------------------------------- |
| Freistadt | Bad Zell                   | Bad Zell                | Pfarrkirche Bad Zell                   |      |            | Leopold Breinbauer     | 1902    | II/P    | 14       |                                                                            |
| Freistadt | Freistadt                  | Freistadt               | Liebfrauenkirche (Freistadt)           |      |            | Leopold Breinbauer     | 1913/14 | II/P    |          | Gehäuse aus 1780 vermutl. von Franz Lorenz Richter                         |
| Freistadt | Freistadt                  | Freistadt               | Stadtpfarrkirche hl. Katharina         |      |            | Metzler Orgelbau       | 2005    | II/P    | 26       | Unter Verwendung des Prospekt der Leopold-Freundt-Orgel aus dem Jahr 1705. |
| Freistadt | Grünbach (Oberösterreich)  | Grünbach                | Pfarrkirche Grünbach OÖ                |      |            | Alois Hanel            | 1873    | I/P     | 8        |                                                                            |
| Freistadt | Grünbach (Oberösterreich)  | Oberrauchenödt          | St. Michael ob Rauchenödt              |      |            | unbekannt              | 1772    | I       | 5        |                                                                            |
| Freistadt | Gutau                      | Gutau                   | Pfarrkirche Gutau                      |      |            | Gregor Hradetzky       | 1972    | II/P    | 18       | 2001 restauriert                                                           |
| Freistadt | Hirschbach im Mühlkreis    | Hirschbach              | Pfarrkirche Hirschbach                 |      |            |                        |         | II/P    |          |                                                                            |
| Freistadt | Kefermarkt                 | Kefermarkt              | Pfarrkirche Kefermarkt                 |      | Hauptplatz | Franz Lorenz Richter   | 1778    | II/P    | 16       | Disposition                                                                |
| Freistadt | Königswiesen               | Königswiesen            | Pfarrkirche Königswiesen               |      |            |                        |         | II/P    |          |                                                                            |
| Freistadt | Königswiesen               | Mönchdorf               | Pfarrkirche Mönchdorf                  |      |            | Martin Pflüger         |         | I/P     | 8 (9)    |                                                                            |
| Freistadt | Lasberg                    | Lasberg                 | Pfarrkirche Lasberg                    |      |            | Orgelbau Kögler        |         | II/P    | 15       | Disposition                                                                |
| Freistadt | Liebenau                   | Liebenau                | Pfarrkirche Liebenau                   |      |            | Leopold Breinbauer     | 1894    | I/P     | 10       |                                                                            |
| Freistadt | Neumarkt im Mühlkreis      | Neumarkt im Mühlkreis   | Pfarrkirche Neumarkt im Mühlkreis      |      |            | Orgelbau Pirchner      | 1968    | II/P    | 17       |                                                                            |
| Freistadt | Pierbach                   | Pierbach                | Pfarrkirche Pierbach                   |      |            | Herbert Gollini        | 1971    | II/P    | 10       |                                                                            |
| Freistadt | Pregarten                  | Pregarten               | Pfarrkirche Pregarten                  |      |            | Leopold Breinbauer     |         | II/P    | 20       | Disposition                                                                |
| Freistadt | Rainbach im Mühlkreis      | Rainbach                | Pfarrkirche Rainbach im Mühlkreis      |      |            | Paolo Ciresa           | 1989    | II/P    | 19       |                                                                            |
| Freistadt | Sandl                      | Sandl                   | Pfarrkirche Sandl                      |      |            | Gebrüder Mauracher     |         | II/P    | 14       |                                                                            |
| Freistadt | St. Leonhard bei Freistadt | St. Leonhard            | Pfarrkirche St. Leonhard bei Freistadt |      |            | Franz Lorenz Richter   | 1753    | II/P    | 13       |                                                                            |
| Freistadt | St. Oswald bei Freistadt   | St. Oswald              | Pfarrkirche St. Oswald bei Freistadt   |      |            |                        | 19xx    | II/P    |          |                                                                            |
| Freistadt | Schönau im Mühlkreis       | Schönau im Mühlkreis    | Pfarrkirche Schönau im Mühlkreis       |      |            | Orgelbau Kögler        | 1993    | II/P    | 18       |                                                                            |
| Freistadt | Unterweißenbach            | Unterweißenbach         | Pfarrkirche Unterweißenbach            |      |            | Johann Pirchners Erben | 1957    | II/P    | 15       |                                                                            |
| Freistadt | Wartberg ob der Aist       | Wartberg ob der Aist    | Pfarrkirche Wartberg ob der Aist       |      |            | Leopold Breinbauer     | 1900    | II/P    |          |                                                                            |
| Freistadt | Windhaag bei Freistadt     | Windhaag bei Freistadt  | Pfarrkirche Windhaag bei Freistadt     |      |            | Wilhelm Zika           | 1974    | II/P    | 13       |                                                                            |

## Orgeln im Bezirk Gmunden
| Bezirk  | Gemeinde                  | Ort/Katastral- gemeinde | Kirche/ Gebäude                    | Bild | Standort  | Orgelbauer             | Jahr     | Manuale | Register | Bemerkungen |
| ------- | ------------------------- | ----------------------- | ---------------------------------- | ---- | --------- | ---------------------- | -------- | ------- | -------- | --- |
| Gmunden | Altmünster                | Altmünster              | Pfarrkirche Altmünster             |      |           | Leopold Breinbauer     | 1910     | II/P    | 16       | |
| Gmunden | Altmünster                | Neukirchen              | Pfarrkirche Neukirchen             |      |           | Reinisch-Pirchner      | 1962     | II/P    | 14       | |
| Gmunden | Altmünster                | Reindlmühl              | Filialkirche St. Josef             |      |           | Orgelbau Kögler        | 2002     | I/P     | 11       | |
| Gmunden | Bad Goisern               | Bad Goisern             | Evangelische Pfarrkirche           |      |           | unbekannt              | ca. 1750 | II/P    | 13       | |
| Gmunden | Bad Goisern               | Bad Goisern             | Pfarrkirche Bad Goisern            |      |           | Dreher & Reinisch      | 1964     | II/P    | 16       | |
| Gmunden | Bad Ischl                 | Bad Ischl               | Evangelische Pfarrkirche           |      |           | Bruno Riedl            | 1978     | II/P    | 22       | |
| Gmunden | Bad Ischl                 | Bad Ischl               | Kalvarienbergkirche (Bad Ischl)    |      |           | Johann Lorenz Santmayr | 1715     | I/P     |          | |
| Gmunden | Bad Ischl                 | Bad Ischl               | Stadtpfarrkirche St. Nikolaus      |      |           | Matthäus Mauracher I.  | 1887     | III/P   | 66       | zwischen 1908 und 1910 erweitert und mit dem ersten Fernwerk Österreich-Ungarns versehen |
| Gmunden | Bad Ischl                 | Lauffen                 | Pfarrkirche Lauffen                |      |           |                        |          | II/P    |          | |
| Gmunden | Bad Ischl                 | Pfandl                  | Pfarrkirche Pfandl                 |      |           | Bruno Riedl            | 1987     | II/P    | 24       | |
| Gmunden | Ebensee am Traunsee       | Ebensee                 | Pfarrkirche Ebensee                |      |           | Orgelbau Pirchner      | 2012     | II/P    | 25       | |
| Gmunden | Ebensee                   | Roith                   | Br. Klaus-Kirche-Roith             |      |           | Gregor Hradetzky       | ca. 1960 | II/P    | 7        | |
| Gmunden | Gmunden                   | Gmunden                 | Auferstehungskirche                |      |           | Herbert Gollini        | 1973     | II/P    | 30       | |
| Gmunden | Gmunden                   | Gmunden                 | Pfarrkirche Gmunden                |      |           | Dreher & Reinisch      |          | III/P   | 24       | |
| Gmunden | Gmunden                   | Gmunden-Ort             | Filialkirche Gmunden-Ort           |      |           | Bruno Riedl            | 1994     | II/P    | 17       | |
| Gmunden | Gosau                     | Gosau                   | Evangelische Pfarrkirche Gosau     |      |           | G. F. Steinmeyer       | 1920     | II/P    | 10       | |
| Gmunden | Gosau                     | Gosau                   | Pfarrkirche Gosau                  |      |           | Johann Lachmayr        | 1886     | I/P     | 8        | Disposition |
| Gmunden | Grünau im Almtal          | Grünau                  | Pfarrkirche Grünau im Almtal       |      | Chororgel | Andreas Kaltenbrunner  | 2001     | I/P     | 5        | |
| Gmunden | Gschwandt (bei Gmunden)   | Gschwandt bei Gmunden   | Pfarrkirche Gschwandt bei Gmunden  |      |           |                        |          |         |          | |
| Gmunden | Hallstatt                 | Hallstatt               | Evangelische Pfarrkirche Hallstatt |      |           | Franz Sales Ehrlich    | 1865     | I/P     | 12       | |
| Gmunden | Hallstatt                 | Hallstatt               | Katholische Pfarrkirche Hallstatt  |      |           | Johann Lachmayr        | 1893     | II/P    | 17       | |
| Gmunden | Kirchham (Oberösterreich) | Kirchham                | Neue Pfarrkirche Kirchham          |      |           |                        | 19xx     | II/P    |          | |
| Gmunden | Laakirchen                | Laakirchen              | Pfarrkirche Laakirchen             |      |           | Bruno Riedl            | 1988     | II/P    | 25       | |
| Gmunden | Lauffen                   | Lauffen                 | Pfarrkirche Lauffen                |      |           | Hartig Orgelbau        | 1994     | II/P    | 11       | |
| Gmunden | Ohlsdorf                  | Aurachkirchen           | Filialkirche Aurachkirchen         |      |           |                        | 19xx     | I       |          | |
| Gmunden | Ohlsdorf                  | Ohlsdorf                | Pfarrkirche Ohlsdorf               |      |           | Bruno Riedl            | 1981     | II/P    | 19       | |
| Gmunden | Roitham                   | Roitham                 | Pfarrkirche Roitham am Traunfall   |      |           | Andreas Kaltenbrunner  | 1991     | II/P    | 20       | |
| Gmunden | Scharnstein               | Viechtwang              | Pfarrkirche Viechtwang             |      |           | Johann Pirchner        | 1980     | II/P    | 28       | |
| Gmunden | St. Wolfgang              |                         | Pfarr- und Wallfahrtskirche        |      |           | Beckerath GmbH         | 1980     | II/P    | 28       | 1988 wurden zwei Pedal-Register ausgetauscht, 2005 die Betreuung der „Orgelbau Felsberg AG“ übergeben, 2006 die Prinzipale von Jean-Marie Tricoteaux umintoniert und schließlich die Orgel nach einem Stimmsystem von Frank-Harald Greß neu temperiert. |
| Gmunden | Traunkirchen              |                         | Pfarrkirche Traunkirchen           |      |           | Metzler                | 2004     | II/P    | 19       | Das Gehäuse stammt aus der Mitte des 18. Jahrhunderts und war für eine Orgel mit 9 Registern konzipiert worden. |
| Gmunden | Vorchdorf                 |                         | Pfarrkirche Vorchdorf              |      |           | Andreas Kaltenbrunner  | 1995     | II/P    | 21       | |

## Orgeln im Bezirk Grieskirchen
| Bezirk       | Gemeinde                      | Ort/Katastral- gemeinde   | Kirche/ Gebäude                         | Bild | Standort | Orgelbauer             | Jahr | Manuale | Register | Bemerkungen |
| ------------ | ----------------------------- | ------------------------- | --------------------------------------- | ---- | -------- | ---------------------- | ---- | ------- | -------- | --- |
| Grieskirchen | Bad Schallerbach              | Schönau                   | Filialkirche Schönau                    |      |          | Josef Breinbauer       |      | I/P     | 9        | |
| Grieskirchen | Gallspach                     | Gallspach                 | Pfarrkirche Gallspach                   |      |          | Orgelbau Kögler        | 2016 | II/P    | 16       | |
| Grieskirchen | Gaspoltshofen                 | Altenhof am Hausruck      | Pfarrkirche Altenhof am Hausruck        |      |          |                        |      | I/P     |          | |
| Grieskirchen | Gaspoltshofen                 | Gaspoltshofen             | Pfarrkirche Gaspoltshofen               |      |          | Reinisch-Pirchner      | 1994 | II/P    | 22       | Lt. Pfarrbrief wurde die Orgel 1995 errichtet und hat 25 Register. |
| Grieskirchen | Grieskirchen                  |                           | Pfarrkirche Grieskirchen                |      |          | Orgelbau Kögler        | 1989 | II/P    | 23       | Ursprünglich eine Orgel von Leopold Breinbauer aus dem Jahr 1859 mit 23 Registern auf zwei Manuale und Pedal: Organindex. 1989 wurde in das historische Gehäuse eine neue Orgel eingebaut: Historische Stadtpfarrkirche. |
| Grieskirchen | Heiligenberg (Oberösterreich) |                           | Pfarrkirche Heiligenberg                |      |          |                        |      |         |          | |
| Grieskirchen | Hofkirchen an der Trattnach   | Hofkirchen                | Pfarrkirche Hofkirchen an der Trattnach |      |          | Josef Mauracher        | 1897 | I/P     | 10       | |
| Grieskirchen | Kallham                       |                           | Pfarrkirche Kallham                     |      |          | Johann Ignaz Egedacher | 1715 | I/P     | 9        | |
| Grieskirchen | Kematen am Innbach            | Kematen                   | Filialkirche St. Josef                  |      |          | Josef Breinbauer       |      | I/P     | 7        | |
| Grieskirchen | Kematen am Innbach            | Steinerkirchen            | Pfarrkirche Steinerkirchen am Innbach   |      |          | Leopold Breinbauer     | 1892 | II/P    | 12       | |
| Grieskirchen | Meggenhofen                   | Meggenhofen               | Pfarrkirche Meggenhofen                 |      |          | Franz Lorenz Richter   | 1759 | I/P     | 8        | Disposition |
| Grieskirchen | Natternbach                   | Natternbach               | Pfarrkirche Natternbach                 |      |          | Orgelbau Pirchner      | 1957 | II/P    | 15       | Disposition |
| Grieskirchen | Neumarkt im Hausruckkreis     | Neumarkt im Hausruckkreis | Pfarrkirche Neumarkt im Hausruckkreis   |      |          | Josef Panhuber         | 1927 | II/P    | 17       | |
| Grieskirchen | Peuerbach                     | Peuerbach                 | Pfarrkirche Peuerbach                   |      |          | Rieger Orgelbau        | 1982 | II/P    | 16       | Disposition |
| Grieskirchen | Pötting                       | Pötting                   | Pfarrkirche Pötting                     |      |          |                        |      | I/P     |          | |
| Grieskirchen | Pram (Oberösterreich)         | Pram                      | Pfarrkirche Pram                        |      |          |                        | 19xx | I/P     |          | |
| Grieskirchen | Rottenbach (Oberösterreich)   | Rottenbach                | Pfarrkirche Rottenbach                  |      |          | Anton Hanel            | 1875 | I/P     | 10       | Disposition |
| Grieskirchen | Waizenkirchen                 |                           | Pfarrkirche Waizenkirchen               |      |          | Orgelbau Eisenbarth    | 2008 | III/P   | 27       | Disposition |
| Grieskirchen | Wallern an der Trattnach      | Wallern an der Trattnach  | Evangelisch Pfarrkirche                 |      |          | Gebrüder Reil          | 1989 | II/P    | 22       | |
| Grieskirchen | Weibern OÖ                    | Weibern                   | Pfarrkirche Weibern                     |      |          | Leopold Breinbauer     | 1907 | II/P    | 16       | Disposition |

## Orgeln im Bezirk Kirchdorf an der Krems
| Bezirk           | Gemeinde                    | Ort/Katastral- gemeinde    | Kirche/ Gebäude                                | Bild | Standort | Orgelbauer            | Jahr            | Manuale | Register | Bemerkungen                                                             |
| ---------------- | --------------------------- | -------------------------- | ---------------------------------------------- | ---- | -------- | --------------------- | --------------- | ------- | -------- | ----------------------------------------------------------------------- |
| Bezirk Kirchdorf | Grünburg                    | Obergrünburg               | Pfarrkirche Grünburg                           |      |          | Andreas Kaltenbrunner | 2007            | II/P    | 16       |                                                                         |
| Bezirk Kirchdorf | Grünburg                    | Leonstein                  | Pfarrkirche Leonstein                          |      |          |                       | 19. Jhdt.       | I/P     |          | als Brüstungsorgel neu aufgestellt                                      |
| Bezirk Kirchdorf | Hinterstoder                | Hinterstoder               | Pfarrkirche Hinterstoder                       |      |          |                       |                 | I/P     |          |                                                                         |
| Bezirk Kirchdorf | Inzersdorf im Kremstal      |                            | Filialkirche Inzersdorf im Kremstal            |      |          | Orgelbau Kögler       |                 | I/P     | 8        |                                                                         |
| Bezirk Kirchdorf | Kirchdorf an der Krems      |                            | Katholische Pfarrkirche Kirchdorf an der Krems |      |          | Reinisch-Pirchner     | 1972            | II/P    | 21       |                                                                         |
| Bezirk Kirchdorf | Klaus an der Pyhrnbahn      | Klaus                      | Bergkirche Klaus                               |      |          | Gerhard Hradetzky     |                 | I/P     | 8        |                                                                         |
| Bezirk Kirchdorf | Kremsmünster                |                            | Stift Kremsmünster                             |      |          | Orgelbau Kögler       | 2005            | III/P   | 45       |                                                                         |
| Bezirk Kirchdorf | Kremsmünster                | Kirchberg bei Kremsmünster | Kaplaneikirche Kirchberg                       |      |          | Leopold Freundt       | 1682            | I/P     | 10       | Disposition                                                             |
| Bezirk Kirchdorf | Micheldorf                  | Micheldorf                 | Pfarrkirche Micheldorf                         |      |          | Orgelbau Pirchner     | 1973            | II/P    | 16       |                                                                         |
| Bezirk Kirchdorf | Micheldorf OÖ               | Heiligenkreuz              | Pfarrkirche Heiligenkreuz                      |      |          | Simon Anton Hölzl     | 1853            | I/P     | 10       |                                                                         |
| Bezirk Kirchdorf | Molln                       | Molln                      | Pfarrkirche Molln                              |      |          |                       | 1976            | II/P    |          | 1992 renoviert                                                          |
| Bezirk Kirchdorf | Molln                       | Ramsau/Frauenstein         | Wallfahrtskirche Frauenstein                   |      |          | Peter Hölzl           | ca. 1800        | I/P     | 7        | Disposition                                                             |
| Bezirk Kirchdorf | Nußbach (Oberösterreich)    | Nußdorf                    | Pfarrkirche Nußbach OÖ                         |      |          | Patrick Collon        | 2006            | II/P    | 17       |                                                                         |
| Bezirk Kirchdorf | Pettenbach (Oberösterreich) | Pettenbach                 | Pfarrkirche Pettenbach                         |      |          | Leopold Breinbauer    | 1907            | II/P    | 22       | Disposition                                                             |
| Bezirk Kirchdorf | Pettenbach (Oberösterreich) | Magdalenaberg              | Pfarrkirche Magdalenaberg                      |      |          | Georg Westenfelder    | 2005            | II/P    | 19       | Disposition                                                             |
| Bezirk Kirchdorf | Ried im Traunkreis          | Ried im Traunkreis         | Pfarrkirche Ried im Traunkreis                 |      |          |                       | Johann Lachmayr | II/P    | 15       |                                                                         |
| Bezirk Kirchdorf | Schlierbach                 |                            | Stift Schlierbach                              |      |          | Mathis Orgelbau       | 1984            | II/P    | 31       |                                                                         |
| Bezirk Kirchdorf | Spital am Pyhrn             |                            | Stift Spital am Pyhrn                          |      |          | Ludwig Mooser         | 1846            | III/P   |          |                                                                         |
| Bezirk Kirchdorf | Vorderstoder                |                            | Pfarrkirche                                    |      |          | Ludwig Mooser         | 1853            | I/P     | 6        | Die Orgel ist komplett erhalten und wurde 1992 restauriert. Disposition |
| Bezirk Kirchdorf | Wartberg an der Krems       |                            | Pfarrkirche Wartberg an der Krems              |      |          | Orgelbau Kögler       |                 | II/P    | 20       |                                                                         |
| Bezirk Kirchdorf | Windischgarsten             |                            | Pfarrkirche Windischgarsten                    |      |          | Pflüger Orgelbau      | 1997            | II/P    | 33       | Haupt-Gehäuse und zwei Register von der Vorgängerorgel wiederverwendet. |

## Orgeln in Linz-Stadt
| Bezirk | Gemeinde | Ort/Katastral- gemeinde | Kirche/ Gebäude      | Bild | Standort                       | Orgelbauer           | Jahr | Manuale | Register | Bemerkungen                          |
| ------ | -------- | ----------------------- | -------------------- | ---- | ------------------------------ | -------------------- | ---- | ------- | -------- | ------------------------------------ |
| Linz   | Linz     | Innenstadt              | Alter Dom            |      | Domgasse                       | Franz Xaver Krismann | 1780 |         | 32       |                                      |
| Linz   | Linz     | Innenstadt              | Mariä-Empfängnis-Dom |      | Domplatz                       | Marcussen & Søn      | 1968 | IV/P    | 70       | Disposition                          |
| Linz   | Linz     | Innenstadt              | Mariä-Empfängnis-Dom |      | Domplatz                       | Pflüger Orgelbau     | 1989 | II/P    | 27       | Disposition                          |
| Linz   | Linz     | Innenstadt              | Mariä-Empfängnis-Dom |      | Domplatz                       | Gebrüder Mauracher   | 1931 | III/P   | 50       | zurzeit nicht spielbar               |
| Linz   | Linz     |                         | Brucknerhaus         |      | Untere Donaulände              | Flentrop             | 1973 | III/P   | 51       | Disposition                          |
| Linz   | Linz     | Innenstadt              | Martin-Luther-Kirche |      | Landstraße                     | Rowan West           | 2006 | III/P   | 33       | Neubau im Stil Gottfried Silbermanns |
| Linz   | Linz     | Pöstlingberg            | Pöstlingbergkirche   |      |                                | Freiburger Orgelbau  | 2023 | III/P   | 32       | Disposition:                         |
| Linz   | Linz     | St. Magdalena           | Versöhnungskirche    |      | Johann-Wilhelm-Klein-Straße 10 | Gebrüder Link        | 1999 | I/P     | 9        | → Orgel                              |

## Orgeln im Bezirk Linz-Land
| Bezirk    | Gemeinde                 | Ort/Katastral- gemeinde | Kirche/ Gebäude                         | Bild | Standort      | Orgelbauer                  | Jahr | Manuale | Register | Bemerkungen |
| --------- | ------------------------ | ----------------------- | --------------------------------------- | ---- | ------------- | --------------------------- | ---- | ------- | -------- | --- |
| Linz-Land | Ansfelden                | Stadt Ansfelden         | Pfarrkirche zum hl. Valentin            |      |               | Josef Breinbauer            | 1864 | I/P     | 11       | Als mechanische Schleifladenorgel mit kurzer Oktav erbaut. Da Anton Bruckner in Ansfelden geboren wurde und Bezug zur Pfarrkirche hatte, wird das Instrument gern Kleine Brucknerorgel genannt. 2009 wurde die fast vollständig erhaltene Orgel von der Firma Kögler restauriert.                                        |
| Linz-Land | Ansfelden                | Haid                    | Autobahnkirche Haid                     |      |               | Orgelbau Kögler             | 2000 | II/P    | 20       | |
| Linz-Land | Enns                     | Enns                    | Pfarrkirche Enns-St. Marien             |      |               | Orgelbauanstalt St. Florian | 2018 | II/P    | 33       | |
| Linz-Land | Enns                     | Lorch                   | Basilika Enns-Lorch                     |      |               | Orgelbauanstalt St. Florian | 1976 | II/P    | 25       | Die Orgel mit einer rein mechanischen Spiel- und Registertraktur wurde ebenerdig aufgestellt und am 11. Dezember 1976 geweiht. Den Orgelprospekt entwarf Friedrich Goffitzer, die künstlerische Bemalung stammt von Fritz Fröhlich. Die Gesamtplanung und Ausführung erfolgte durch die OÖ. Orgelbauanstalt St. Florian. |
| Linz-Land | Hofkirchen im Traunkreis | Hofkirchen              | Pfarrkirche Hofkirchen im Traunkreis    |      |               | Orgelbau Kögler             | 2003 | II/P    | 24       | |
| Linz-Land | Kirchberg-Thening        | Thening                 | Evangelische Pfarrkirche Thening        |      |               | Gebrüder Mayer              | 1994 | II/P    | 28       | |
| Linz-Land | Leonding                 | Doppl (Leonding)        | Lukaskirche                             |      |               | Orgelbau Pirchner           | 1989 | I/P     | 8        | Disposition |
| Linz-Land | Leonding                 | Leonding                | Pfarrkirche Leonding (alte Pfarrkirche) |      |               | Leopold Breinbauer          |      | II/P    | 12       | |
| Linz-Land | Leonding                 | Leonding                | neue Pfarrkirche St. Michael            |      |               | Orgelbau Kögler             |      | II/P    | 19       | |
| Linz-Land | Leonding                 | St. Isidor              | Filialkirche St. Isidor (Leonding)      |      |               | Orgelbau Hartig             | 1987 | II/P    | 14       | Disposition |
| Linz-Land | Neuhofen an der Krems    | Neuhofen an der Krems   | Pfarrkirche Neuhofen an der Krems       |      |               |                             |      | II/P    |          | Orgel im Kirchenzubau |
| Linz-Land | Neuhofen an der Krems    | Neuhofen an der Krems   | Pfarrkirche Neuhofen an der Krems       |      |               |                             |      | I/P     |          | alter Teil – Orgelempore |
| Linz-Land | Niederneukirchen         | Niederneukirchen        | Pfarrkirche Niederneukirchen            |      |               | Andreas Kaltenbrunner       | 1993 | II/P    | 17       | |
| Linz-Land | Niederneukirchen         | Ruprechtshofen          | Filialkirche Ruprechtshofen             |      |               |                             |      | I/P     |          | |
| Linz-Land | Pasching                 | Langholzfeld            | Pfarrkirche Langholzfeld                |      |               | Rieger Orgelbau             | 1991 | II/P    | 18       | Disposition |
| Linz-Land | Piberbach                | Neukematen              | Evangelische Pfarrkirche Neukematen     |      |               | Johann Lachmayr             | 1884 | I/P     | 9        | |
| Linz-Land | St. Florian              | St. Florian             | Stift Sankt Florian                     |      | Marienkapelle | Josef Mauracher             | 1903 | II/P    | 10       | |
| Linz-Land | St. Florian              |                         | Stift Sankt Florian Brucknerorgel       |      |               | Franz Xaver Krismann        | 1774 | IV/P    | 103      | Umbauten und Erweiterungen 1836 durch Johann Georg Fischer, 1875 durch Matthäus Mauracher, 1932 durch die Firma Gebrüder Mauracher und 1951 durch Wilhelm Zika. Die letzte Restaurierung erfolgte 1996 durch Kögler |
| Linz-Land | St. Florian              |                         | Stift Sankt Florian Chororgel           |      |               | Gebrüder Mauracher          | 1931 | III/P   | 38       | |
| Linz-Land | St. Marien               |                         | Pfarrkirche                             |      | St. Marien 38 | Johann Pieringer            | 2008 | II/P    | 15       | Disposition |
| Linz-Land | St. Marien               | Weichstetten            | Pfarrkirche Weichstetten                |      |               | Peter Hölzl                 |      | I/P     | 8        | |
| Linz-Land | Traun (Stadt)            | Traun                   | Evangelische Pfarrkirche Traun          |      |               |                             | 1957 | II/P    | 16       | Disposition |
| Linz-Land | Traun (Stadt)            | Traun                   | Stadtpfarrkirche Traun                  |      |               | Leopold Breinbauer          | 1890 | II/P    | 18       | |
| Linz-Land | Traun (Stadt)            | Traun                   | Pfarrkirche Traun-St. Martin            |      |               |                             | 19xx | II/P    |          | |
| Linz-Land | Traun OÖ                 | Oedt (Traun)            | Pfarrkirche Traun-Oedt                  |      |               | Vladimir Šlajch             | 1995 | II/P    | 16       | Disposition |
| Linz-Land | Wilhering                | Empore                  | Stift Wilhering                         |      |               | Leopold Breinbauer          | 1884 | III/P   | 39       | Barocker Prospekt von Johann Ignaz Egedacher, 1741. Erweiterung durch die Oberösterreichische Orgelbauanstalt 1981 um ein 3. Manual (Rückpositiv) |
| Linz-Land | Wilhering                | Apsis                   | Stift Wilhering                         |      |               | Nikolaus Rummel d. Ä.       | 1746 | I/P     | 9        | |
| Linz-Land | Wilhering                | Schönering              | Pfarrkirche Schönering                  |      | Westempore    | Josef Breinbauer            |      | I/P     | 7        | |
| Linz-Land | Wilhering                | Schönering              | Pfarrkirche Schönering                  |      | Chororgel     | Verschueren Orgelbouw       | 1999 | II/P    | 17       | |

## Orgeln im Bezirk Perg
| Bezirk | Gemeinde                   | Ort/Katastral- gemeinde | Kirche/ Gebäude                             | Bild | Standort | Orgelbauer            | Jahr | Manuale | Register | Bemerkungen                                  |
| ------ | -------------------------- | ----------------------- | ------------------------------------------- | ---- | -------- | --------------------- | ---- | ------- | -------- | -------------------------------------------- |
| Perg   | Allerheiligen im Mühlkreis | Allerheiligen           | Wallfahrtskirche Allerheiligen im Mühlkreis |      |          | unbekannt             | 1610 | I/P     | 10       | Disposition                                  |
| Perg   | Arbing                     | Arbing                  | Pfarrkirche Arbing                          |      |          | Josef Breinbauer      | 1861 | I/P     | 7        | Im Jahr 2004 instand gesetzt.                |
| Perg   | Bad Kreuzen                | Bad Kreuzen             | Pfarrkirche Bad Kreuzen                     |      |          | Josef Breinbauer      | 1848 | I/P     |          | Instandsetzung 1895 durch Leopold Breinbauer |
| Perg   | Baumgartenberg             | Baumgartenberg          | Stiftskirche Baumgartenberg                 |      |          | Johann Georg Freundt  | 1662 | II/P    | 17       | Disposition                                  |
| Perg   | Dimbach                    | Dimbach                 | Pfarrkirche Dimbach                         |      |          | Johann Pirchner       | 1972 | II/P    | 13       |                                              |
| Perg   | Grein                      | Grein                   | Pfarrkirche Grein                           |      |          |                       |      | I/P     |          |                                              |
| Perg   | Klam                       | Klam                    | Pfarrkirche Klam                            |      |          | Leopold Breinbauer    | 1868 | I/P     |          | nicht spielbar, seit 2014 Digitalorgel       |
| Perg   | Mauthausen                 | Mauthausen              | Pfarrkirche Mauthausen                      |      |          | Rieger Orgelbau       | 2000 | II/P    | 23       |                                              |
| Perg   | Mitterkirchen im Machland  | Mitterkirchen           | Pfarrkirche Mitterkirchen                   |      |          | Gottfried Seitz       | 1965 | II/P    | 15       |                                              |
| Perg   | Münzbach                   | Münzbach                | Pfarrkirche Münzbach                        |      |          | Franz Lorenz Richter  | 1764 | II/P    | 15       |                                              |
| Perg   | Naarn im Machlande         | Münzbach                | Pfarrkirche Naarn                           |      |          | Verschueren Orgelbouw | 1999 | I/P     | 13       |                                              |
| Perg   | Pabneukirchen              | Pabneukirchen           | Pfarrkirche Pabneukirchen                   |      |          |                       | 19xx | I/P     |          |                                              |
| Perg   | Perg                       | Perg                    | Stadtpfarrkirche Perg                       |      |          | Orgelbau Kögler       | 1983 | II/P    | 23       |                                              |
| Perg   | Saxen                      | Saxen                   | Pfarrkirche Saxen                           |      |          | Josef Breinbauer      | 1855 | I/P     | 13       |                                              |
| Perg   | St. Georgen am Walde       | St. Georgen am Walde    | Pfarrkirche St. Georgen am Walde            |      |          | Leopold Breinbauer    | 1881 | II/P    | 12       |                                              |
| Perg   | St. Georgen an der Gusen   | St. Georgen a.d.Gusen   | Pfarrkirche St. Georgen an der Gusen        |      |          | Leopold Breinbauer    | 1898 | I/P     | 12       |                                              |
| Perg   | St. Nikola an der Donau    | St. Nikola              | Pfarrkirche St. Nikola an der Donau         |      |          | Leopold Breinbauer    | 1846 | I/P     | 7        |                                              |
| Perg   | St. Thomas am Blasenstein  | Sankt Thomas            | Pfarr- und Wallfahrtskirche zum hl. Thomas  |      |          | Nikolaus Rummel d. J. | 1800 | I/P     |          |                                              |
| Perg   | Waldhausen im Strudengau   | Waldhausen              | Stift Waldhausen                            |      | Empore   | Nikolaus Rummel d. J. | 1803 | II/P    | 16       | Orgel mit Blockwerk                          |
| Perg   | Waldhausen im Strudengau   | Waldhausen              | Stift Waldhausen                            |      | Apsis    | Orgelbau Kögler       |      | I/P     | 7        |                                              |
| Perg   | Waldhausen im Strudengau   | Waldhausen              | Pfarrkirche Waldhausen im Strudengau        |      | Empore   | Gregor Hradetzky      | 1966 | II/P    | 15       | Disposition                                  |
| Perg   | Windhaag bei Perg          | Altenburg               | Filialkirche Altenburg                      |      |          | Ulrich Schreyer       | 1630 | I       | 3        |                                              |

## Orgeln im Bezirk Ried im Innkreis
| Bezirk           | Gemeinde                          | Ort/Katastral- gemeinde | Kirche/ Gebäude                              | Bild | Standort     | Orgelbauer                 | Jahr | Manuale | Register | Bemerkungen |
| ---------------- | --------------------------------- | ----------------------- | -------------------------------------------- | ---- | ------------ | -------------------------- | ---- | ------- | -------- | --- |
| Ried in Innkreis | Andrichsfurt                      | Andrichsfurt            | Pfarrkirche Hl. Dreifaltigkeit               |      | Empore       | Verschueren Orgelbouw      | 1999 | I/P     | 11       | Neubau hinter historischem Gehäuse und unter Einbeziehung zweier alter Register, Stimmung nach Stade (modifiziert mitteltönige Stimmung) |
| Ried in Innkreis | Antiesenhofen                     | Antiesenhofen           | Pfarrkirche Antiesenhofen                    |      | Empore       |                            |      | I/P     |          | |
| Ried in Innkreis | Eberschwang                       | Eberschwang             | Pfarrkirche hl. Michael                      |      | Empore       | Orgelbau Pirchner          | 1978 | II/P    | 19       | Neubau unter Verwendung des Rokoko-Gehäuse aus dem Jahr 1794. Disposition: peterwiesbauer.net                                            |
| Ried in Innkreis | Geiersberg                        | Geiersberg              | Pfarrkirche Geiersberg                       |      |              |                            |      | I/P     |          | |
| Ried in Innkreis | Gurten (Oberösterreich)           | Gurten                  | Pfarrkirche Gurten                           |      | Empore       | Franz Sales Ehrlich        | 1878 | I/P     | 11       | |
| Ried in Innkreis | Hohenzell (Oberösterreich)        | Hohenzell               | Pfarrkirche Hohenzell                        |      | Empore       | Franz Sales Ehrlich        | 1864 | I/P     | 12       | |
| Ried in Innkreis | Kirchdorf am Inn (Oberösterreich) | Kirchdorf am Inn        | Kirchdorf am Inn                             |      | Empore       |                            | 19xx | II/P    |          | |
| Ried in Innkreis | Lambrechten                       | Lambrechten             | Pfarrkirche Lambrechten                      |      | Empore       |                            |      |         |          | |
| Ried in Innkreis | Lohnsburg am Kobernaußerwald      | Lohnsburg               | Pfarrkirche Lohnsburg                        |      | Empore       | Albert Mauracher           | 1895 | I/P     | 12       | |
| Ried in Innkreis | Kirchheim im Innkreis             | Kirchheim               | Pfarrkirche Kirchheim im Innkreis            |      | Mittelempore | Friedrich Hartig           | 1990 | II/P    | 12       | Disposition |
| Ried in Innkreis | Mettmach                          | Mettmach                | Pfarrkirche Mettmach                         |      | Empore       |                            |      | I/P     |          | |
| Ried in Innkreis | Mühlheim am Inn                   | Mühlheim                | Pfarrkirche Mühlheim am Inn                  |      | Empore       | Josef Gast                 | 1787 | I/P     | 10       | |
| Ried in Innkreis | Neuhofen im Innkreis              | Neuhofen im Innkreis    | Pfarrkirche Neuhofen im Innkreis             |      | Empore       |                            |      |         |          | |
| Ried in Innkreis | Obernberg am Inn                  | Obernberg am Inn        | Pfarrkirche Obernberg am Inn                 |      | Empore       |                            |      | II/P    |          | |
| Ried in Innkreis | Ort im Innkreis                   | Ort im Innkreis         | Pfarrkirche Ort im Innkreis                  |      | Empore       | Leopold Breinbauer         | 1905 |         | 13       | |
| Ried in Innkreis | Pattigham                         | Pattigham               | Pfarrkirche Pattigham                        |      | Empore       | Leopold Breinbauer         | 1905 | I/P     | 7        | von Ferdinand Salomon auf den Originalzustand rückgeführt                                                                                |
| Ried in Innkreis | Pramet                            | Pramet                  | Pfarrkirche Pramet                           |      | Empore       |                            |      |         |          | |
| Ried in Innkreis | Reichersberg                      | Münsteuer               | Pfarrkirche Münsteuer                        |      | Empore       | Johann Christoph Egedacher | 1712 | I/P     | 8        | |
| Ried in Innkreis | Reichersberg                      | Reichersberg            | Stift Reichersberg                           |      | Empore       | Metzler Orgelbau           | 1981 | II/P    | 22       | |
| Ried in Innkreis | Ried im Innkreis                  | Ried im Innkreis        | Stadtpfarrkirche                             |      | Empore       | Mathis Orgelbau            | 1978 | III/P   | 35       | |
| Ried in Innkreis | Senftenbach                       | Senftenbach             | Pfarrkirche Senftenbach                      |      | Empore       |                            |      | I/P     |          | |
| Ried in Innkreis | St. Georgen bei Obernberg am Inn  | St. Georgen             | Pfarrkirche St. Georgen bei Obernberg am Inn |      | Empore       |                            |      | I/P     |          | |
| Ried in Innkreis | St. Marienkirchen am Hausruck     | St. Marienkirchen       | Pfarrkirche St. Marienkirchen am Hausruck    |      | Empore       | Johann Lachmayr            | 1885 | II/P    | 14       | |
| Ried in Innkreis | St. Martin im Innkreis            | St. Martin im Innkreis  | Pfarrkirche St. Martin im Innkreis           |      | Empore       |                            |      |         |          | |
| Ried in Innkreis | Taiskirchen im Innkreis           | Taiskirchen im Innkreis | Pfarrkirche Taiskirchen im Innkreis          |      | Empore       | Gregor Hradetzky           | 1966 | II/P    | 17       | |
| Ried in Innkreis | Utzenaich                         | Utzenaich               | Pfarrkirche Utzenaich                        |      | Empore       |                            |      | I/P     |          | |
| Ried in Innkreis | Waldzell                          | Waldzell                | Pfarrkirche Waldzell                         |      | Empore       | Rieger Orgelbau            | 1998 | II/P    | 18       | |
| Ried in Innkreis | Weilbach (Oberösterreich)         | Weilbach                | Pfarrkirche Weilbach (Oberösterreich)        |      | Empore       |                            |      | I/P     |          | |
| Ried in Innkreis | Wippenham                         | Wippenham               | Pfarrkirche Wippenham                        |      | Empore       | Leopold Breinbauer         | 1894 | I/P     | 8        | |

## Orgeln im Bezirk Rohrbach
| Bezirk   | Gemeinde                    | Ort/Katastral- gemeinde | Kirche/ Gebäude                                  | Bild | Standort         | Orgelbauer                      | Jahr | Manuale | Register | Bemerkungen                                                         |
| -------- | --------------------------- | ----------------------- | ------------------------------------------------ | ---- | ---------------- | ------------------------------- | ---- | ------- | -------- | ------------------------------------------------------------------- |
| Rohrbach | Aigen-Schlägl               | Schlägl                 | Stift Schlägl                                    |      | Westempore       | Andreas Butz                    | 1634 | II/P    | 21       | →                                                                   |
| Rohrbach | Aigen-Schlägl               | Schlägl                 | Stift Schlägl                                    |      | Cantoriums-Orgel | Gebrüder Reil                   | 1989 | II/P    | 17       |                                                                     |
| Rohrbach | Aigen-Schlägl               | Schlägl                 | Stift Schlägl                                    |      | Chororgel        | Wilhelm Zika                    | 1954 | II/P    | 20       |                                                                     |
| Rohrbach | Aigen-Schlägl               | Waldzell                | Musikzentrum St. Norbert                         |      |                  | Gebrüder Reil                   | 1985 | II/P    | 13       |                                                                     |
| Rohrbach | Aigen-Schlägl               | Aigen                   | Pfarrkirche Aigen im Mühlkreis                   |      |                  | Rieger Orgelbau                 | 1997 | II/P    | 33       |                                                                     |
| Rohrbach | Altenfelden                 | Altenfelden             | Pfarrkirche Altenfelden                          |      |                  | Orgelbau Kögler                 | 1991 | II/P    | 21       |                                                                     |
| Rohrbach | Haslach an der Mühl         | Haslach                 | Pfarrkirche Haslach an der Mühl                  |      |                  | Bruno Riedl                     | 1973 | II/P    | 23       |                                                                     |
| Rohrbach | Helfenberg                  | Helfenberg              | Pfarrkirche Helfenberg                           |      |                  | Orgelbau Kögler                 | 1990 | II/P    | 16       |                                                                     |
| Rohrbach | Julbach                     | Julbach                 | Pfarrkirche Julbach                              |      |                  | Paolo Ciresa                    | 1984 | II/P    | 15       |                                                                     |
| Rohrbach | Klaffer am Hochficht        | Klaffer                 | Pfarrkirche Klaffer                              |      |                  | Gregor Hradetzky                | 1969 | II/P    | 16       |                                                                     |
| Rohrbach | Neufelden                   | Neufelden               | Pfarrkirche Neufelden                            |      |                  | Bernhardt Edskes                | 1997 | I       | 8        | Rekonstruierender Neubau unter Verwendung des historischen Gehäuse. |
| Rohrbach | Neufelden                   | Steinbruch              | St. Anna in Steinbruch                           |      |                  | Josef Richter                   | 1726 | I       | 7        |                                                                     |
| Rohrbach | Neustift im Mühlkreis       | Neustift                | Pfarrkirche Neustift im Mühlkreis                |      |                  | Ludwig Eisenbarth               | 1975 |         |          |                                                                     |
| Rohrbach | Oepping                     | Oepping                 | Pfarrkirche Oepping                              |      |                  | Alfred Führer                   | 1999 | II/P    | 21       |                                                                     |
| Rohrbach | Oepping                     | Götzendorf              | Schlosskapelle Götzendorf                        |      |                  | Orgelbau Pirchner               | 1955 | I/P     | 7        |                                                                     |
| Rohrbach | Pfarrkirchen                | Pfarrkirchen            | Pfarrkirche Pfarrkirchen im Mühlkreis            |      |                  | Johann Ignaz Egedacher          | 1719 | II/P    | 18       | Disposition                                                         |
| Rohrbach | Rohrbach                    | Rohrbach                | Stadtpfarrkirche Rohrbach                        |      |                  | Metzler Orgelbau                | 1970 | II/P    | 24       | → Orgel                                                             |
| Rohrbach | Rohrbach-Berg               | Berg                    | Wallfahrtskirche Maria Trost (Berg bei Rohrbach) |      |                  | Orgelbau Pirchner               | 1955 | I/P     | 7        |                                                                     |
| Rohrbach | Schwarzenberg am Böhmerwald | Schwarzenberg           | Pfarrkirche Schwarzenberg am Böhmerwald          |      |                  | Johann Lachmayr                 | 1885 | II/P    | 9        |                                                                     |
| Rohrbach | St. Martin im Mühlkreis     | St. Martin im Mühlkreis | Pfarrkirche St. Martin im Mühlkreis              |      |                  | OÖ. Orgelbauanstalt St. Florian | 1983 | II/P    | 20       |                                                                     |
| Rohrbach | St. Martin im Mühlkreis     | Neuhaus                 | Schloss Neuhaus an der Donau                     |      |                  | unbekannt                       | 1650 | I       | 4        | Disposition                                                         |
| Rohrbach | St. Oswald bei Haslach      | St. Oswald              | Pfarrkirche St. Oswald bei Haslach               |      |                  | Johann Lachmayr                 | 1892 | I/P     | 8        | Disposition                                                         |
| Rohrbach | St. Peter am Wimberg        | St. Peter am Wimberg    | Pfarrkirche St. Peter am Wimberg                 |      |                  | Nikolaus Rummel                 | 1778 | I/P     | 9        | Disposition                                                         |

## Orgeln in Stadt Steyr
| Bezirk | Gemeinde | Ort/Katastral- gemeinde | Kirche/ Gebäude                | Bild | Standort         | Orgelbauer             | Jahr | Manuale | Register | Bemerkungen |
| ------ | -------- | ----------------------- | ------------------------------ | ---- | ---------------- | ---------------------- | ---- | ------- | -------- | --- |
| Steyr  | Steyr    | Ennsdorf (Steyr)        | Evangelische Pfarrkirche Steyr |      | Bahnhofstraße 20 | Oswald Kaufmann        | 2015 | II/P    | 18       | Erste Orgel 1898 von der Orgelbaufirma Lachmayr mit 8 Registern. Neubau durch Bruno Riedl im Jahr 1974 mit 17 Registern. Restaurierung durch Kaufmann Orgelbau im Jahr 2015 mit 18 Registern und 1116 Pfeifen |
| Steyr  | Steyr    | Gleink                  | Benediktinerstift Gleink       |      |                  | Bernhardt Edskes       | 1994 | II/P    | 20       | Disposition |
| Steyr  | Steyr    | Steyr                   | Marienkirche (Steyr)           |      |                  | Orgelbau Kögler        |      | II/P    | 21       | Disposition |
| Steyr  | Steyr    | Steyr                   | Stadtpfarrkirche Steyr         |      | Brucknerplatz 5  | Orgelbau Pirchner      | 1961 | III/P   | 40       | Disposition |
| Steyr  | Steyr    | Vorstadt                | St. Michael (Steyr)            |      |                  | Johann Ignaz Egedacher | 1707 | II/P    | 27       | Disposition |

## Orgeln im Bezirk Steyr-Land
| Bezirk     | Gemeinde                  | Ort/Katastral- gemeinde | Kirche/ Gebäude                       | Bild | Standort     | Orgelbauer            | Jahr | Manuale | Register | Bemerkungen |
| ---------- | ------------------------- | ----------------------- | ------------------------------------- | ---- | ------------ | --------------------- | ---- | ------- | -------- | ----------- |
| Steyr-Land | Adlwang                   | Adlwang                 | Pfarrkirche Adlwang                   |      |              | Johann Lachmayr       | 1905 | I/P     | 14       | Disposition |
| Steyr-Land | Aschach an der Steyr      | Aschach                 | Pfarrkirche Aschach an der Steyr      |      |              | Orgelbau Kögler       |      | II/P    | 19       | Disposition |
| Steyr-Land | Bad Hall                  | Bad Hall                | Katholische Pfarrkirche Bad Hall      |      |              | Rieger Orgelbau       | 2000 | II/P    | 30       | Disposition |
| Steyr-Land | Gaflenz                   | Gaflenz                 | Pfarrkirche Gaflenz                   |      |              | Franz Xaver Chrismann | 1794 | II/P    | 15       | Disposition |
| Steyr-Land | Garsten                   | Garsten                 | Pfarrkirche Garsten                   |      |              | Orgelbau Beckerath    | 2009 | III/P   | 45       | Disposition |
| Steyr-Land | Pfarrkirchen bei Bad Hall | Pfarrkirchen            | Pfarrkirche Pfarrkirchen bei Bad Hall |      |              | Matthäus Mauracher    | 1913 | II/P    |          |             |
| Steyr-Land | St. Ulrich bei Steyr      | Kleinraming             | Pfarrkirche Kleinraming               |      |              | Karl Neusser          | 1908 | II/P    | 12       |             |
| Steyr-Land | Ternberg                  | Thernberg OÖ            | Pfarrkirche Ternberg                  |      | Kirchenplatz | Bruno Riedl           | 1976 | II/P    | 15       |             |
| Steyr-Land | Waldneukirchen            | Waldneukirchen          | Pfarrkirche Waldneukirchen            |      |              | Orgelbau Eisenbarth   | 1989 | II/P    | 21       |             |
| Steyr-Land | Weyer                     | Weyer                   | Pfarrkirche Weyer an der Enns         |      |              | Matthäus Mauracher    | 1912 | II/P    |          |             |
| Steyr-Land | Wolfern                   | Wolfern                 | Pfarrkirche Wolfern                   |      |              | Johann Pieringer      |      | II/P    | 20       |             |

## Orgeln im Bezirk Schärding
| Bezirk    | Gemeinde                        | Ort/Katastral- gemeinde         | Kirche/ Gebäude                             | Bild | Standort          | Orgelbauer             | Jahr | Manuale | Register | Bemerkungen                                       |
| --------- | ------------------------------- | ------------------------------- | ------------------------------------------- | ---- | ----------------- | ---------------------- | ---- | ------- | -------- | ------------------------------------------------- |
| Schärding | Andorf                          | Andorf                          | Pfarrkirche Andorf                          |      |                   |                        | 17xx | I/P     |          | aus der Minoritenkirche (Linz) hierher übertragen |
| Schärding | Brunnenthal bei Schärding       | Brunnenthal                     | Pfarrkirche Brunnenthal                     |      |                   | Leopold Freundt        | 1715 | I/P     | 9        | Disposition                                       |
| Schärding | Diersbach                       | Diersbach                       | Pfarrkirche Diersbach                       |      |                   | Alfred Führer          | 1995 | II/P    | 25       |                                                   |
| Schärding | Dorf an der Pram                | Dorf an der Pram                | Pfarrkirche Dorf an der Pram                |      |                   | Franz Ehrlich          | 1873 | I/P     | 8        |                                                   |
| Schärding | Engelhartszell                  | Engelhartszell                  | Pfarrkirche Engelhartszell                  |      |                   | Hendrik Ahrend         | 2017 | II/P    | 13       |                                                   |
| Schärding | Engelhartszell                  | Engelhartszell                  | Stift Engelszell                            |      | Chorgestühl       | Orgelbau Eisenbarth    | 1992 | II/P    | 19       | Disposition                                       |
| Schärding | Engelhartszell                  | Stadl                           | Filialkirche Stadl-Kicking                  |      |                   | Josef Breinbauer       | 1870 | I/P     | 7        | Disposition                                       |
| Schärding | Engelhartszell                  | Engelhartszell                  | Stift Engelszell                            |      | Empore            | Orgelbau Kögler        | 1996 | II/P    | 28       |                                                   |
| Schärding | Enzenkirchen                    | Enzenkirchen                    | Pfarrkirche Enzenkirchen                    |      |                   | Bruno Riedl            | 1980 | II/P    | 14       |                                                   |
| Schärding | Esternberg                      | Esternberg                      | Pfarrkirche Esternberg                      |      |                   | Gebrüder Reil          | 1995 | II/P    | 17       |                                                   |
| Schärding | Kopfing im Innkreis             | Kopfing im Innkreis             | Pfarrkirche Kopfing                         |      |                   |                        |      | II/P    |          |                                                   |
| Schärding | Münzkirchen                     | Münzkirchen                     | Pfarrkirche Münzkirchen                     |      | Empore            |                        | 19xx | II/P    |          | Gehäuse aus 1800 von Josef Gast                   |
| Schärding | Schardenberg                    | Schardenberg                    | Pfarrkirche Schardenberg                    |      | Empore            | Gebrüder Steininger    | 1930 | II/P    | 19       |                                                   |
| Schärding | Schärding                       | Schärding                       | Stadtpfarrkirche Schärding                  |      | Empore            | Orgelbau Pirchner      | 1973 | III/P   | 31       | Disposition                                       |
| Schärding | Schärding                       | Schärding                       | Kirche am Stein                             |      | Empore            | Johann Ignaz Egedacher | 1714 | I       | 4        |                                                   |
| Schärding | St. Florian am Inn              | St. Florian am Inn              | Pfarrkirche St. Florian am Inn              |      | Chororgel         | Flentrop Orgelbau      | 2017 | II/P    | 13       | Disposition                                       |
| Schärding | St. Marienkirchen bei Schärding | St. Marienkirchen bei Schärding | Pfarrkirche St. Marienkirchen bei Schärding |      | Empore            | Metzler Orgelbau       | 1991 | II/P    | 12       | Disposition                                       |
| Schärding | Suben                           | Suben                           | Pfarrkirche Suben                           |      | Empore            |                        |      | II/P    |          |                                                   |
| Schärding | Taufkirchen an der Pram         | Taufkirchen an der Pram         | Pfarrkirche                                 |      | Eferdinger Straße | Rowan West             | 1996 | II/P    | 25       |                                                   |
| Schärding | Waldkirchen am Wesen            | Waldkirchen am Wesen            | Pfarrkirche Waldkirchen am Wesen            |      |                   |                        |      | II/P    |          |                                                   |
| Schärding | Wernstein am Inn                | Wernstein am Inn                | Pfarrkirche Wernstein am Inn                |      |                   |                        |      | II/P    |          |                                                   |
| Schärding | Zell an der Pram                | Zell an der Pram                | Pfarrkirche Zell an der Pram                |      |                   |                        |      | II/P    |          | Gehäuse von Josef Gast aus 1795                   |

## Orgeln im Bezirk Urfahr-Umgebung
| Bezirk          | Gemeinde                   | Ort/Katastral- gemeinde   | Kirche/ Gebäude                         | Bild | Standort | Orgelbauer          | Jahr        | Manuale | Register | Bemerkungen                                             |
| --------------- | -------------------------- | ------------------------- | --------------------------------------- | ---- | -------- | ------------------- | ----------- | ------- | -------- | ------------------------------------------------------- |
| Urfahr-Umgebung | Alberndorf in der Riedmark | Alberndorf                | Pfarrkirche Alberndorf in der Riedmark  |      |          | Freiburger Orgelbau | 2014        | II/P    | 19       |                                                         |
| Urfahr-Umgebung | Altenberg bei Linz         | Altenberg                 | Pfarrkirche Altenberg bei Linz          |      |          | Rieger Orgelbau     | 1995        | II/P    | 23       | Disposition                                             |
| Urfahr-Umgebung | Bad Leonfelden             | Bad Leonfelden            | Wallfahrtskirche Maria Schutz am Bründl |      |          | Leopold Breinbauer  | 1904        | II/P    |          | Positiv von Franz Lorenz Richter aus Freistadt aus 1766 |
| Urfahr-Umgebung | Feldkirchen an der Donau   | Feldkirchen               | Pfarrkirche Feldkirchen an der Donau    |      |          | Leopold Breinbauer  | 1912        |         |          |                                                         |
| Urfahr-Umgebung | Feldkirchen an der Donau   | Pesenbach                 | Filialkirche Pesenbach                  |      | Apsis    | unbekannt           | 1697        | I       | 6        |                                                         |
| Urfahr-Umgebung | Gallneukirchen             | Gallneukirchen            | Christuskirche (Gallneukirchen)         |      |          | Walter Vonbank      | 2024        | II/P    | 12       | Disposition                                             |
| Urfahr-Umgebung | Gramastetten               | Gramastetten              | Pfarrkirche Gramastetten                |      |          | Leopold Breinbauer  | 1900        | II/P    | 17       |                                                         |
| Urfahr-Umgebung | Herzogsdorf                | Herzogsdorf               | Pfarrkirche Herzogsdorf                 |      |          | Josef Mauracher     | 1907        | I/P     |          |                                                         |
| Urfahr-Umgebung | Oberneukirchen             | Oberneukirchen            | Pfarrkirche Oberneukirchen              |      |          |                     |             | II/P    |          |                                                         |
| Urfahr-Umgebung | Oberneukirchen             | Traberg                   | Pfarrkirche Traberg                     |      |          |                     |             | II/P    |          |                                                         |
| Urfahr-Umgebung | Ottensheim                 | Ottensheim                | Pfarrkirche Ottensheim                  |      |          | Leopold Breinbauer  | 1888        | II/P    | 23       |                                                         |
| Urfahr-Umgebung | Puchenau                   | Puchenau                  | Pfarrkirche Puchenau                    |      |          | Orgelbau Kögler     | 1983        | II/P    | 15       |                                                         |
| Urfahr-Umgebung | Reichenau im Mühlkreis     | Reichenau                 | Pfarrkirche Reichenau im Mühlkreis      |      |          | Leopold Breinbauer  | 1897        | II/P    |          |                                                         |
| Urfahr-Umgebung | Reichenthal                | Reichenthal               | Pfarrkirche Reichenthal                 |      |          | Orgelbau Pirchner   | 2008        | II/P    | 25       |                                                         |
| Urfahr-Umgebung | Steyregg                   | Pulgarn                   | Kloster Pulgarn                         |      |          | Gebrüder Reil       | 2015 (1510) | I/P     | 5        | Im Stil einer Orgel aus der Zeit um 1510 → Orgel        |
| Urfahr-Umgebung | St. Gotthard im Mühlkreis  | St. Gotthard im Mühlkreis | Pfarrkirche St. Gotthard im Mühlkreis   |      |          | Bruno Riedl         | 1996        | II/P    |          | Gehäuse aus 1910 von Josef Mauracher                    |

## Orgeln im Bezirk Vöcklabruck
| Bezirk      | Gemeinde                  | Ort/Katastral- gemeinde  | Kirche/ Gebäude                      | Bild | Standort    | Orgelbauer                    | Jahr                            | Manuale | Register | Bemerkungen                                                                        |
| ----------- | ------------------------- | ------------------------ | ------------------------------------ | ---- | ----------- | ----------------------------- | ------------------------------- | ------- | -------- | ---------------------------------------------------------------------------------- |
| Vöcklabruck | Ampflwang im Hausruckwald | Ampflwang                | Pfarrkirche Ampflwang                |      |             | Johann Lachmayr               | 1900                            | I/P     | 10       |                                                                                    |
| Vöcklabruck | Attersee am Attersee      | Attersee                 | Evangelische Kirche Attersee         |      |             | Orgelbau Gerhard Schmid       | 1973                            | II/P    | 14       |                                                                                    |
| Vöcklabruck | Attersee am Attersee      | Attersee                 | Pfarr- und Wallfahrtskirche Attersee |      |             | Carl Reppe                    | 1875                            | I/P     | 10       |                                                                                    |
| Vöcklabruck | Attnang-Puchheim          | Attnang                  | Filialkirche Alt-Attnang             |      |             | Peter Heining                 | 1851                            | I/P     | 7        |                                                                                    |
| Vöcklabruck | Attnang-Puchheim          | Attnang                  | Pfarrkirche Attnang                  |      |             |                               | 19xx                            | II/P    |          |                                                                                    |
| Vöcklabruck | Attnang-Puchheim          | Puchheim                 | Wallfahrtsbasilika Maria Puchheim    |      |             | Leopold Breinbauer            | 1891                            | II/P    | 24       |                                                                                    |
| Vöcklabruck | Desselbrunn               | Desselbrunn              | Pfarrkirche Desselbrunn              |      | im Zubau    |                               |                                 | II/P    |          |                                                                                    |
| Vöcklabruck | Frankenburg am Hausruck   | Frankenburg am Hausruck  | Pfarrkirche Frankenburg am Hausruck  |      | Empore      | Hermann Oettl                 | 1973                            | II/P    |          |                                                                                    |
| Vöcklabruck | Frankenmarkt              | Frankenmarkt             | Pfarrkirche Frankenmarkt             |      | Empore      |                               |                                 | II/P    |          |                                                                                    |
| Vöcklabruck | Gampern                   | Gampern                  | Pfarrkirche Gampern                  |      | Empore      |                               |                                 | II/P    |          |                                                                                    |
| Vöcklabruck | Lenzing                   | Lenzing                  | Pfarrkirche Lenzing                  |      | Kirchenraum | Orgelbau Kögler               | 1988                            | II/P    | 24       |                                                                                    |
| Vöcklabruck | Mondsee                   |                          | Basilika Mondsee                     |      | Empore      | Alfred Kern & fils            | 1993                            | III/P   | 40       | Neubau unter historischer Vorgaben und historisches Gehäuse wurde wiederverwendet. |
| Vöcklabruck | Niederthalheim            | Niederthalheim           | Pfarrkirche Niederthalheim           |      |             | Andreas Kaltenbrunner         | 2002                            | II/P    | 21       | Disposition                                                                        |
| Vöcklabruck | Nussdorf am Attersee      | Nußdorf                  | Pfarrkirche Nußdorf am Attersee      |      |             | Patrick Collon                | 1998                            | II/P    | 16       | Disposition                                                                        |
| Vöcklabruck | Ottnang am Hausruck       | Thomasroith              | Filialkirche Thomasroith             |      |             | Josef Steininger              | 1909                            | I/P     | 7        | [ 13 ]                                                                             |
| Vöcklabruck | Pöndorf                   | Pöndorf                  | Pfarrkirche Pöndorf                  |      |             | Hans Mertel                   |                                 | II/P    | 14       |                                                                                    |
| Vöcklabruck | Puchkirchen am Trattberg  | Puchkirchen am Trattberg | Pfarrkirche Puchkirchen am Trattberg |      |             | Orgelbau Breinbauer           | 1880                            | I/P     | 6        | Nicht gesichert, dass die Orgelbauanstalt Breinbauer die Orgel anfertigte.         |
| Vöcklabruck | Rüstorf                   | Rüstorf                  | Pfarrkirche Rüstorf                  |      |             |                               |                                 | I/P     |          |                                                                                    |
| Vöcklabruck | Schwanenstadt             | Schwanenstadt            | Christuskirche (Schwanenstadt)       |      |             | Rudolf von Beckerath Orgelbau | 1990                            | II/P    | 19       | Disposition                                                                        |
| Vöcklabruck | Schwanenstadt             | Schwanenstadt            | Pfarrkirche Schwanenstadt            |      |             | Josef Mauracher               | 1905                            | II/P    | 38       | Disposition                                                                        |
| Vöcklabruck | Seewalchen am Attersee    | Rosenau                  | Gnadenkirche (Rosenau)               |      |             | Roland Hitsch                 | 2021                            | II/P    | 18       | Disposition                                                                        |
| Vöcklabruck | Seewalchen am Attersee    | Seewalchen am Attersee   | Pfarrkirche                          |      |             | Orgelbau Pirchner             | 2012 (geweiht am 16. Juni 2013) | II/P    | 26       |                                                                                    |
| Vöcklabruck | St. Georgen im Attergau   | St. Georgen im Attergau  | Pfarrkirche St. Georgen im Attergau  |      |             | Orgelbau Pirchner             | 1991                            | II/P    | 21       | Orgel auf die Kanzel abgestimmt                                                    |
| Vöcklabruck | Steinbach am Attersee     | Steinbach am Attersee    | Pfarrkirche Steinbach am Attersee    |      |             |                               | 2002                            | II/P    |          |                                                                                    |
| Vöcklabruck | Timelkam                  | Oberthalheim             | Filialkirche Oberthalheim            |      |             | Friedrich Hartig (Seewalchen) | 1996                            | II/P    | 24       |                                                                                    |
| Vöcklabruck | Timelkam                  | Timelkam                 | Johanneskirche                       |      |             | Gebrüder Mauracher            | 1932                            | I/P     | 6        |                                                                                    |
| Vöcklabruck | Ungenach                  | Ungenach                 | Pfarrkirche Ungenach                 |      |             | Marc Garnier                  | 1985                            | II/P    | 15       |                                                                                    |
| Vöcklabruck | Unterach am Attersee      | Unterachgenach           | Pfarrkirche Unterach am Attersee     |      |             |                               |                                 | II/P    |          |                                                                                    |
| Vöcklabruck | Vöcklabruck               | Vöcklabruck              | Katholische Pfarrkirche Vöcklabruck  |      |             | Sebastian F. Blank            | 1993                            | II/P    | 19       |                                                                                    |
| Vöcklabruck | Vöcklabruck               | Vöcklabruck              | Dörflkirche St. Ägid                 |      |             | Orgelbau Kögler               | 1983                            | II/P    | 10       | Disposition                                                                        |
| Vöcklabruck | Vöcklabruck               | Vöcklabruck              | Evangelische Pfarrkirche Vöcklabruck |      |             | Orgelbau Gerhard Schmid       | 1981                            | II/P    | 22       | Disposition                                                                        |
| Vöcklabruck | Vöcklabruck               | Schöndorf                | Wallfahrtskirche Maria Schöndorf     |      |             | Christoph Enzenhofer          | 2010                            | II/P    | 27       | Disposition                                                                        |
| Vöcklabruck | Vöcklamarkt               | Vöcklamarkt              | Pfarrkirche Vöcklamarkt              |      |             | Martin Pflüger                | 2003                            | II/P    | 30       | Disposition                                                                        |
| Vöcklabruck | Zell am Pettenfirst       | Zell am Pettenfirst      | Pfarrkirche Zell am Pettenfirst      |      |             |                               |                                 |         |          | Neugotische Orgel aus dem späten 19. Jahrhundert.                                  |
| Vöcklabruck | Weyregg am Attersee       | Weyregg am Attersee      | Pfarrkirche Weyregg am Attersee      |      |             | Hubert Neumann                | 1963                            | II/P    | 16       |                                                                                    |
| Vöcklabruck | Zell am Pettenfirst       | Zell am Pettenfirst      | Pfarrkirche Zell am Pettenfirst      |      |             |                               |                                 |         |          |                                                                                    |

## Orgeln in Wels-Stadt
| Bezirk | Gemeinde | Ort/Katastral- gemeinde | Kirche/ Gebäude              | Bild | Standort | Orgelbauer                          | Jahr | Manuale | Register | Bemerkungen                                                               |
| ------ | -------- | ----------------------- | ---------------------------- | ---- | -------- | ----------------------------------- | ---- | ------- | -------- | ------------------------------------------------------------------------- |
| Wels   | Stadt    | Lichtenegg              | Pfarrkirche Wels-Lichtenegg  |      |          | Orgelbau Kögler                     |      | II/P    | 23       |                                                                           |
| Wels   | Stadt    | Neustadt                | Herz-Jesu-Kirche             |      |          | Oberösterreichische Orgelbauanstalt | 1982 | III/P   | 45       |                                                                           |
| Wels   | Stadt    | Neustadt                | Herz-Jesu-Kirche             |      |          | Gebrüder Mauracher                  | 1931 | III/P   | 60       | Nicht mehr spielbereit; wurde durch eine neue Orgel in der Apsis ersetzt. |
| Wels   | Stadt    | Pernau                  | Pfarrkirche Wels-Pernau      |      |          | Bruno Riedl                         | 1971 | II/P    | 21       | Disposition                                                               |
| Wels   | Stadt    | Wels                    | Stadtpfarrkirche Wels        |      | Empore   | Orgelbau Kögler                     | 1979 | III/P   | 43       | Disposition                                                               |
| Wels   | Stadt    | Wels                    | Christuskirche               |      |          | Wilhelm Zika                        | 1930 | II/P    | 28       |                                                                           |
| Wels   | Stadt    | Wels                    | Filialkirche in der Vorstadt |      |          | Andreas Kaltenbrunner               | 1997 | II/P    | 14       |                                                                           |

## Orgeln im Bezirk Wels
| Bezirk    | Gemeinde                    | Ort/Katastral- gemeinde     | Kirche/ Gebäude                         | Bild | Standort | Orgelbauer                          | Jahr | Manuale | Register | Bemerkungen                                                                                         |
| --------- | --------------------------- | --------------------------- | --------------------------------------- | ---- | -------- | ----------------------------------- | ---- | ------- | -------- | --------------------------------------------------------------------------------------------------- |
| Wels-Land | Bad Wimsbach-Neydharting    | Bad Wimsbach                | Pfarrkirche Bad Wimsbach-Neydharting    |      |          |                                     |      | II/P    |          | |
| Wels-Land | Bad Wimsbach-Neydharting    | Wim                         | Filialkirche Wim                        |      |          | Josef Steininger                    | 1895 | I/P     |          | |
| Wels-Land | Fischlham                   | Schauertal                  | Filialkirche St. Georgen im Schauertal  |      |          | Johann Lachmayr                     | 1891 | I/P     | 6        | |
| Wels-Land | Gunskirchen                 | Schauertal                  | Pfarrkirche Gunskirchen                 |      |          | Rieger Orgelbau                     | 1990 | II/P    | 29       | Disposition                                                                                         |
| Wels-Land | Lambach                     | Lambach                     | Stiftspfarrkirche                       |      | Empore   | Orgelbau Pirchner                   | 1967 | III/P   | 30       | Erneuert unter Verwendung des historischen Gehäuse aus dem Jahr 1657.                               |
| Wels-Land | Lambach                     | Lambach                     | Stiftspfarrkirche                       |      | Apsis    | Andreas Kaltenbrunner               | 2008 | I/P     | 9        | |
| Wels-Land | Marchtrenk                  | Marchtrenk                  | Friedenskirche (Marchtrenk)             |      |          | Orgelbau Kögler                     | 1990 | II/P    | 20       | Disposition                                                                                         |
| Wels-Land | Marchtrenk                  | Marchtrenk                  | Neue Pfarrkirche Marchtrenk             |      |          | Friedrich Hartig                    | 1991 | II/P    | 20       | Disposition                                                                                         |
| Wels-Land | Offenhausen                 | Offenhausen                 | Pfarrkirche Offenhausen                 |      |          | Leopold Breinbauer                  | 1914 | II/P    | 10       | Disposition                                                                                         |
| Wels-Land | Pichl bei Wels              | Pichl bei Wels              | Pfarrkirche Pichl bei Wels              |      |          | Bruno Riedl                         | 1980 | II/P    | 22       | |
| Wels-Land | Schleißheim                 | Schleißheim                 | Pfarrkirche Schleißheim                 |      |          |                                     |      | I/P     |          | |
| Wels-Land | Sipbachzell                 | Sipbachzell                 | Pfarrkirche Sipbachzell                 |      |          | Bruno Riedl                         | 1972 | II/P    | 12       | |
| Wels-Land | Stadl-Paura                 | Stadl-Paura                 | Wallfahrtskirche Stadl-Paura            |      |          | Johann Ignaz Egedacher              | 1723 | I/P     | 7        | Kirche mit 3 Orgeln im Winkel von 120° (Gott-Vater-Orgel, Gott-Sohn-Orgel, Gott-Heilig-Geist-Orgel) |
| Wels-Land | Steinerkirchen an der Traun | Steinerkirchen an der Traun | Pfarrkirche Steinerkirchen an der Traun |      |          | Oberösterreichische Orgelbauanstalt | 1979 | II/P    | 16       | [ 20 ]                                                                                              |
| Wels-Land | Thalheim bei Wels           | Thalheim                    | Pfarrkirche Thalheim bei Wels           |      |          | Matthäus Mauracher                  | 1886 | II/P    | 24       | Disposition                                                                                         |
| Wels      | Weißkirchen an der Traun    | Weißkirchen                 | Pfarrkirche Weißkirchen an der Traun    |      |          | Alois Linder                        | 2024 | II/P    | 17       | |